# 1959年の中日ドラゴンズ
1959年の中日ドラゴンズでは、1959年の中日ドラゴンズにおける動向をまとめる。
この年の中日ドラゴンズは、杉下茂選手兼任監督の1年目のシーズンである。

## 概要
1958年限りで西沢道夫や服部受弘といった往年の名選手が相次いで引退し、杉山悟や河合保彦などの主力選手が移籍したチームは新たに江藤慎一・河村保彦・板東英二・水谷寿伸など13名の選手を入団させ、また投手陣の大黒柱だった杉下茂は名目上の選手兼任監督に就任したが、1試合も投げなかった。杉下監督1年目のチームは吉沢岳男や前田益穂などの若手をスタメンで起用。4月は首位の巨人と4ゲーム差ながらも2位につける好スタートだったが、ベテラン引退のツケが一気に出て6月に4勝14敗と負け越して最下位の大洋と0.5ゲーム差の5位に転落すると、「杉下監督がベテランを切ったからこんなことになった」と世間から不満が続出。8月と9月にそれぞれ5連勝するなど夏場以降は持ち直して阪神や国鉄と2位争いを演じたが、5連覇の巨人に13ゲームも付けられ阪神と同率の2位となった。投手陣は中山俊丈・伊奈努などがローテーションを守ってチーム防御率2.77と健闘し、打撃陣でもルーキーの江藤は勝負強い打撃でチームのAクラス入りに貢献し、森徹・中利夫・岡嶋博治などもそれなりの成績を収めてチーム本塁打は2位の106本を記録したほか、岡嶋・中などが走りまくってリーグ1位の131盗塁を記録した。タイトルでは森は本塁打と打点の二冠、岡嶋は2年連続で盗塁王を獲得するなどチームの顔となっていった。

## チーム成績

### レギュラーシーズン
| 1 | 三 | 岡嶋博治 |
| 2 | 中 | 中利夫   |
| 3 | 二 | 井上登   |
| 4 | 右 | 森徹     |
| 5 | 一 | 江藤慎一 |
| 6 | 左 | 本多逸郎 |
| 7 | 遊 | 前田益穂 |
| 8 | 捕 | 吉沢岳男 |
| 9 | 投 | 伊奈努   |

| 順位 | 4月終了時 | 4月終了時 | 5月終了時 | 5月終了時 | 6月終了時 | 6月終了時 | 7月終了時 | 7月終了時 | 8月終了時 | 8月終了時 | 9月終了時 | 9月終了時 | 最終成績 | 最終成績 |
| ---- | --------- | --------- | --------- | --------- | --------- | --------- | --------- | --------- | --------- | --------- | --------- | --------- | -------- | -------- |
| 1位  | 巨人      | --        | 巨人      | --        | 巨人      | --        | 巨人      | --        | 巨人      | --        | 巨人      | --        | 巨人     | --       |
| 2位  | 中日      | 4.0       | 国鉄      | 4.5       | 国鉄      | 9.5       | 大阪      | 10.5      | 大阪      | 12.0      | 中日      | 13.5      | 大阪     | 13.0     |
| 3位  | 国鉄      | 5.5       | 中日      | 8.5       | 大阪      | 11.0      | 国鉄      | 12.5      | 中日      | 13.5      | 大阪      | 13.5      | 中日     | 13.0     |
| 4位  | 広島      | 8.0       | 大阪      | 9.5       | 広島      | 15.0      | 中日      | 17.0      | 国鉄      | 14.0      | 国鉄      | 14.5      | 国鉄     | 15.5     |
| 5位  | 大阪      | 8.5       | 大洋      | 10.5      | 中日      | 18.0      | 広島      | 17.5      | 広島      | 16.0      | 広島      | 16.5      | 広島     | 17.0     |
| 6位  | 大洋      | 10.0      | 広島      | 12.0      | 大洋      | 18.5      | 大洋      | 20.5      | 大洋      | 22.5      | 大洋      | 26.0      | 大洋     | 28.5     |

| 順位 | 球団             | 勝 | 敗 | 分 | 勝率 | 差   |
| 1位  | 読売ジャイアンツ | 77 | 48 | 5  | .616 | 優勝 |
| 2位  | 大阪タイガース   | 62 | 59 | 9  | .512 | 13.0 |
| 2位  | 中日ドラゴンズ   | 64 | 61 | 5  | .512 | 13.0 |
| 4位  | 国鉄スワローズ   | 63 | 65 | 2  | .492 | 15.5 |
| 5位  | 広島カープ       | 59 | 64 | 7  | .480 | 17.0 |
| 6位  | 大洋ホエールズ   | 49 | 77 | 4  | .389 | 28.5 |

## オールスターゲーム1959
| ファン投票 | 井上登     |
| 監督推薦   | 大矢根博臣 |

## 表彰選手
| リーグ・リーダー | リーグ・リーダー | リーグ・リーダー | リーグ・リーダー |
| 選手名           | タイトル         | 成績             | 回数             |
| ---------------- | ---------------- | ---------------- | ---------------- |
| 森徹             | 本塁打王         | 31本             | 初受賞           |
| 森徹             | 打点王           | 87打点           | 初受賞           |
| 岡嶋博治         | 盗塁王           | 41個             | 2年連続2度目     |

| ベストナイン | ベストナイン | ベストナイン |
| 選手名       | ポジション   | 回数         |
| ------------ | ------------ | ------------ |
| 森徹         | 外野手       | 2年連続2度目 |